# پیوتر ویتوویچ
پیوتر وُیتوویچ (لهستانی: Piotr Wojtowicz؛ زادهٔ ۲۳ ژانویه ۱۹۵۸) فیلم‌بردار اهل لهستان است.
از فیلم‌ها یا مجموعه‌های تلویزیونی که وی در آن‌ها نقش داشته‌است، می‌توان به نغمهٔ روح، چه خوب و چه بد، دوران افتخار، کارآگاهان جنایی و قوانین نانوشته اشاره نمود.